# Nadia Offendal
Nadia Mielke-Offendal, née Nadia Offendal le 22 octobre 1994 à Greve, est une handballeuse internationale danoise. Elle évolue au poste de demi-centre.
À l'été 2014, elle participe au championnat du monde junior avec l'équipe du Danemark de handball qu'elle termine à la troisième place.

## Palmarès

### En club
Compétitions nationales
- Championnat de France
  - Troisième (1) : 2022 (avec Paris 92)
- Championnat du Danemark
  - Vice-champion (2) : 2018, 2020 (avec Odense Håndbold)
- Coupe du Danemark
  - Finaliste (2) : 2018, 2019 (avec Odense Håndbold)

### En équipes nationales
- troisième du championnat du monde junior en 2014[4]
- troisième du championnat d'Europe junior en 2013[5]
- vainqueur du championnat du monde jeunes en 2012[6]
- finaliste du championnat d'Europe jeunes en 2011[7]